# Beautheil-Saints
Beautheil-Saints est une commune nouvelle française située dans le département de Seine-et-Marne, en région Île-de-France.
Elle est issue de la fusion — au 1er janvier 2019 — des communes de Beautheil et Saints.
Ses habitants sont les Beausaintoises et les Beausaintois.

## Géographie

### Localisation
La commune est située à environ 7 kilomètres au sud de Coulommiers et à 30 kilomètres au sud-est de Meaux.

### Communes limitrophes
| Saint-Augustin           | Coulommiers Mouroux | Chailly-en-Brie |
| Mauperthuis Faremoutiers | Beautheil-Saints    |                 |
| Touquin                  | Vaudoy-en-Brie      | Amillis         |

### Hydrographie

#### Réseau hydrographique

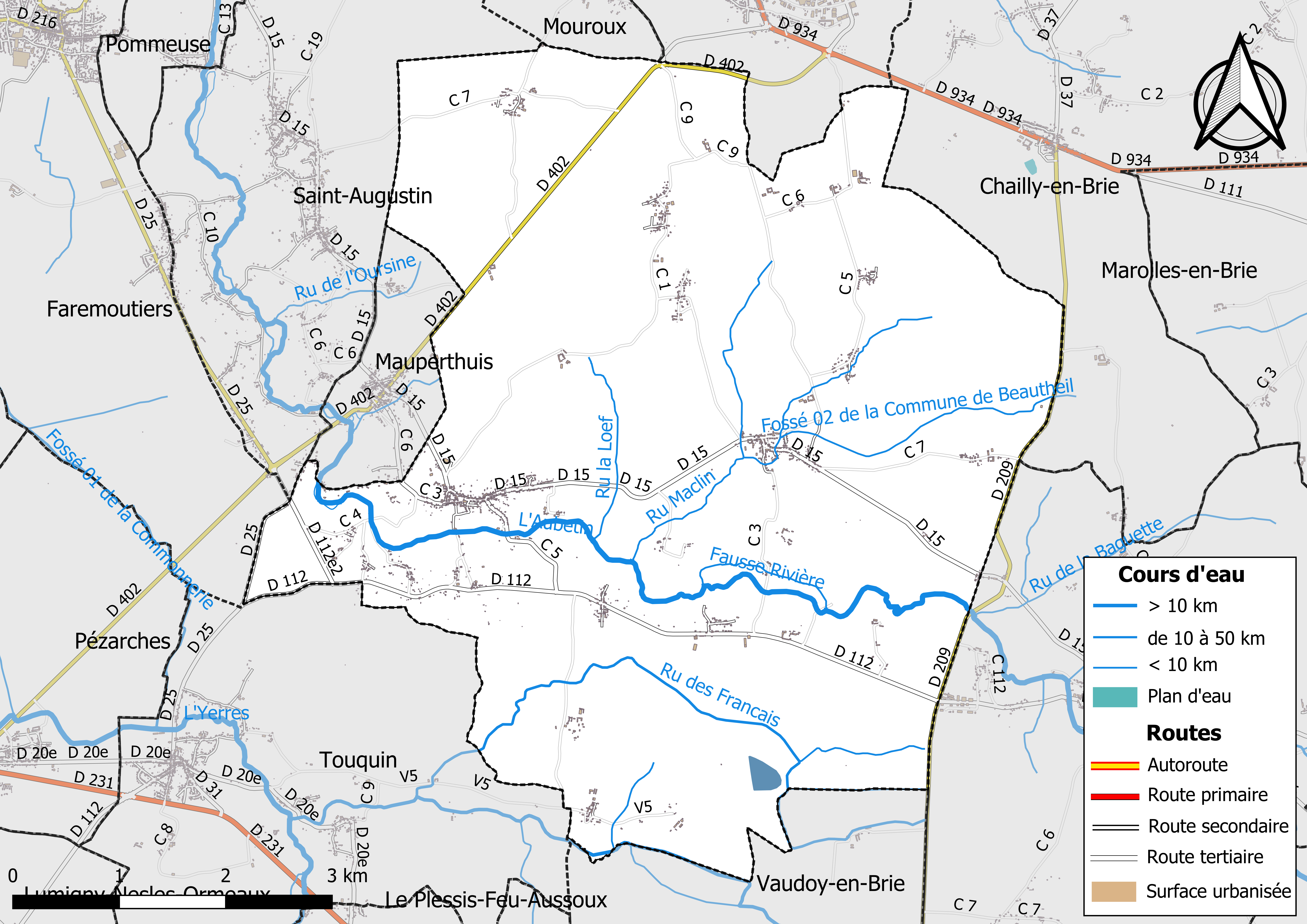
Carte des réseaux hydrographique et routier de Beautheil-Saints.

Il convient de se reporter aux articles consacrés aux anciennes communes fusionnées.

#### Gestion des cours d'eau
Afin d’atteindre le bon état des eaux imposé par la Directive-cadre sur l'eau du 23 octobre 2000, plusieurs outils de gestion intégrée s’articulent à différentes échelles : le SDAGE, à l’échelle du bassin hydrographique, et le SAGE, à l’échelle locale. Ce dernier fixe les objectifs généraux d’utilisation, de mise en valeur et de protection quantitative et qualitative des ressources en eau superficielle et souterraine. Le département de Seine-et-Marne est couvert par six SAGE, au sein du bassin Seine-Normandie. La commune fait partie de deux SAGE : « Yerres » et « Petit et Grand Morin ».
Le SAGE « Yerres » a été approuvé le 13 octobre 2011. Il correspond au bassin versant de l’Yerres, d'une superficie de 1 017 km2, parcouru par un réseau hydrographique de 450 kilomètres de long environ, répartis entre le cours de l’Yerres et ses affluents principaux que sont : le ru de l'Étang de Beuvron, la Visandre, l’Yvron, le Bréon, l’Avon, la Marsange, la Barbançonne, le Réveillon. Le pilotage et l’animation du SAGE sont assurés par le syndicat mixte pour l'assainissement et la gestion des eaux du bassin versant de l’Yerres (SYAGE), qualifié de « structure porteuse ».
Le SAGE « Petit et Grand Morin » a été approuvé le 21 octobre 2016. Il comprend les bassins du Petit Morin (630 km2) et du Grand Morin (1 185 km2). Le pilotage et l’animation du SAGE sont assurés par le syndicat mixte d'aménagement et de gestion des Eaux (SMAGE) des 2 Morin, qualifié de « structure porteuse ».

### Climat
Pour des articles plus généraux, voir Climat de l'Île-de-France et Climat de Seine-et-Marne.
En 2010, le climat de la commune est de type climat océanique dégradé des plaines du Centre et du Nord, selon une étude du CNRS s'appuyant sur une série de données couvrant la période 1971-2000. En 2020, Météo-France publie une typologie des climats de la France métropolitaine dans laquelle la commune est exposée à un climat océanique altéré et est dans la région climatique Nord-est du bassin Parisien, caractérisée par un ensoleillement médiocre, une pluviométrie moyenne régulièrement répartie au cours de l’année et un hiver froid (3 °C).
Pour la période 1971-2000, la température annuelle moyenne est de 10,6 °C, avec une amplitude thermique annuelle de 15,3 °C. Le cumul annuel moyen de précipitations est de 741 mm, avec 12,1 jours de précipitations en janvier et 8,1 jours en juillet. Pour la période 1991-2020, la température moyenne annuelle observée sur la station météorologique la plus proche, située sur la commune de Mouroux à 7 km à vol d'oiseau, est de 11,3 °C et le cumul annuel moyen de précipitations est de 721,3 mm,. Pour l'avenir, les paramètres climatiques de la commune estimés pour 2050 selon différents scénarios d'émission de gaz à effet de serre sont consultables sur un site dédié publié par Météo-France en novembre 2022.

### Milieux naturels et biodiversité
L’inventaire des zones naturelles d'intérêt écologique, faunistique et floristique (ZNIEFF) a pour objectif de réaliser une couverture des zones les plus intéressantes sur le plan écologique, essentiellement dans la perspective d’améliorer la connaissance du patrimoine naturel national et de fournir aux différents décideurs un outil d’aide à la prise en compte de l’environnement dans l’aménagement du territoire.
Le territoire communal de Beautheil-Saints comprend une ZNIEFF de type 1,,, 
les « Boisements et prairies de Pressoucy et Maison-Meunier » (30,66 ha), couvrant 2 communes du département.
, et une ZNIEFF de type 2,, 
la « Basse vallée de l'Aubetin » (2 376,41 ha), couvrant 8 communes du département.

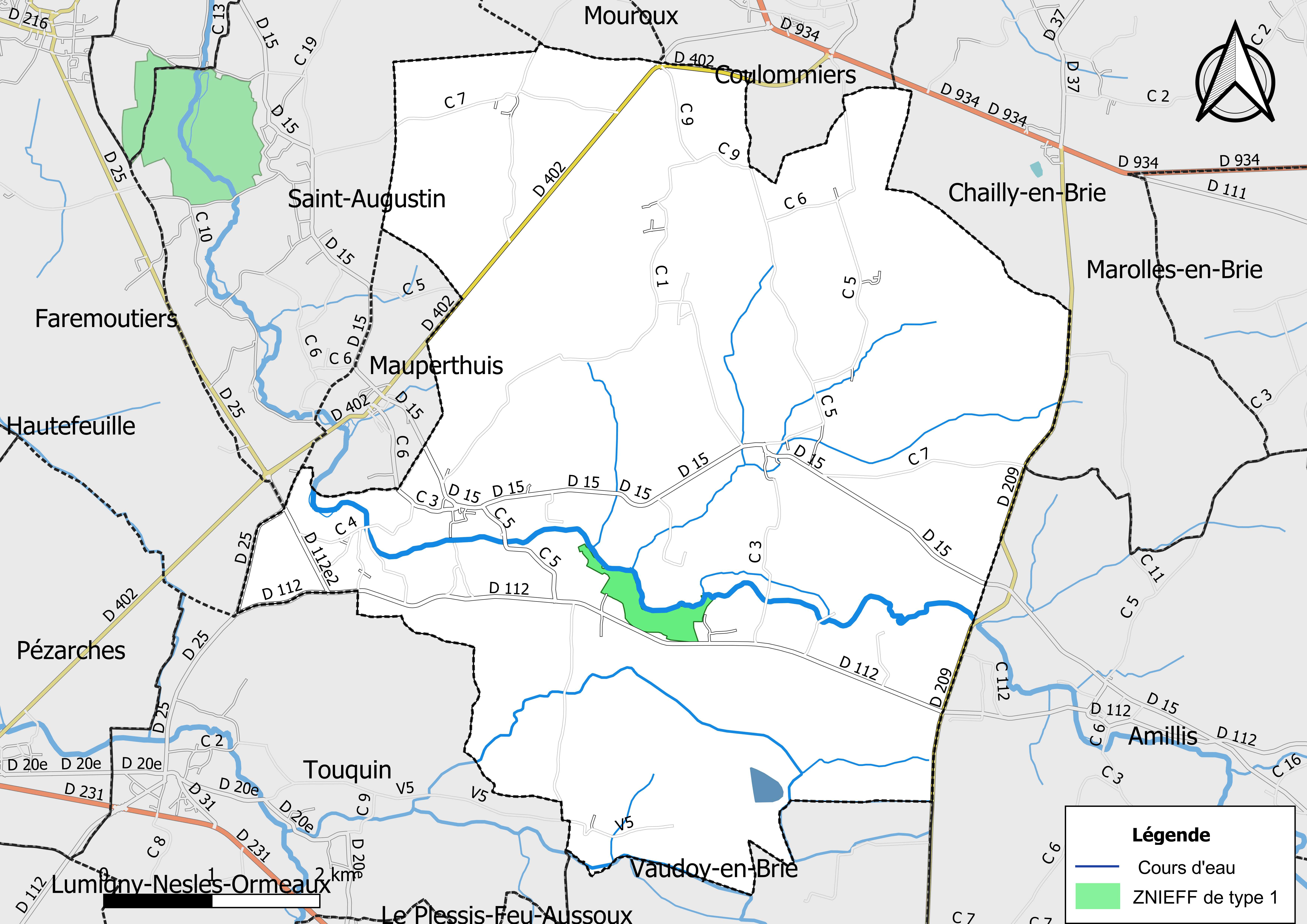
Carte des ZNIEFF de type 1 de la commune.
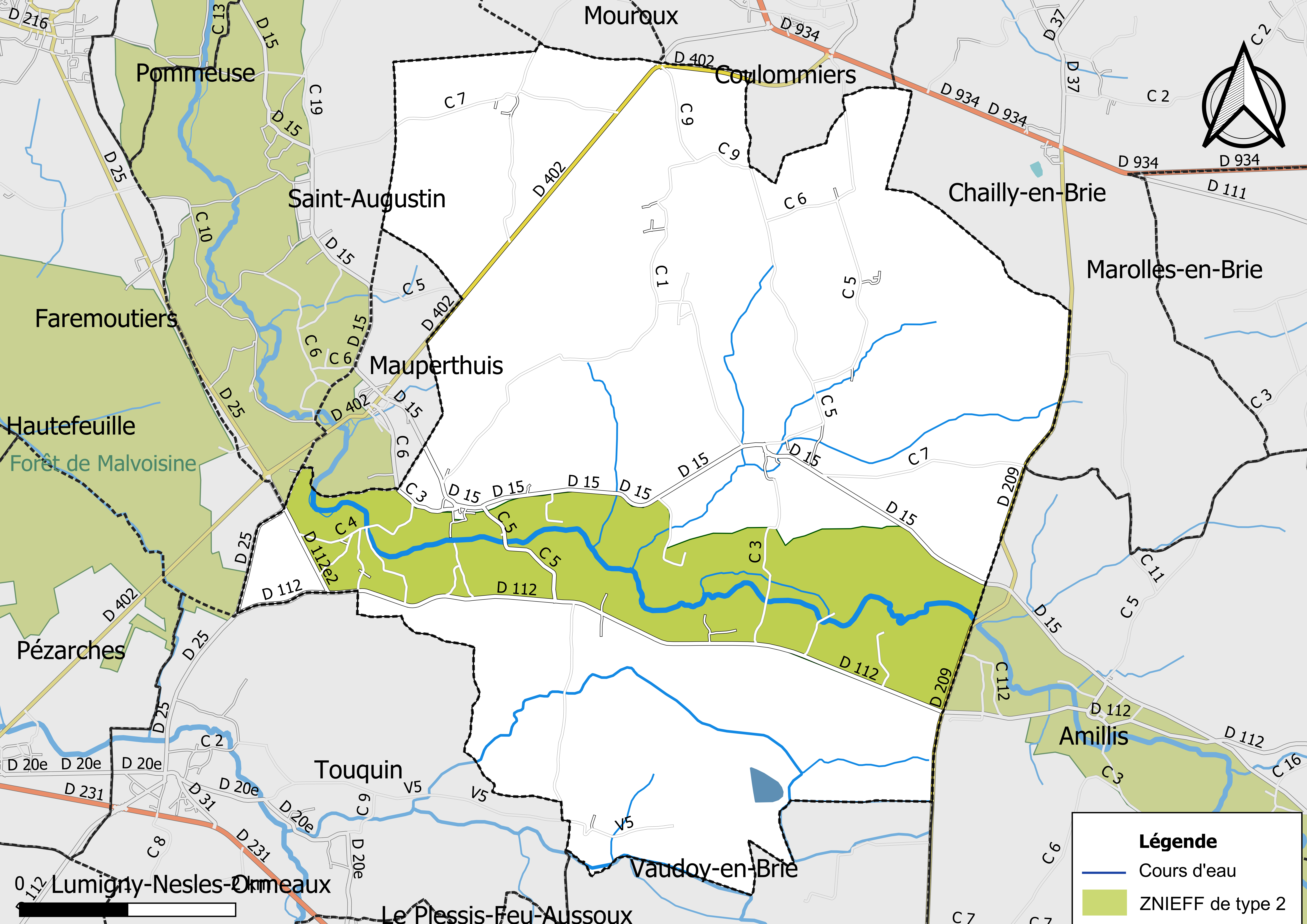
Carte des ZNIEFF de type 2 de la commune.

## Urbanisme

### Typologie
Au 1er janvier 2024, Beautheil-Saints est catégorisée commune rurale à habitat dispersé, selon la nouvelle grille communale de densité à sept niveaux définie par l'Insee en 2022.
Elle est située hors unité urbaine. Par ailleurs la commune fait partie de l'aire d'attraction de Paris, dont elle est une commune de la couronne,. Cette aire regroupe 1 929 communes,.

### Lieux-dits et écarts
La commune compte 291 lieux-dits administratifs répertoriés consultables ici dont 17 hameaux.

### Occupation des sols
L'occupation des sols de la commune, telle qu'elle ressort de la base de données européenne d’occupation biophysique des sols Corine Land Cover (CLC), est marquée par l'importance des territoires agricoles (79,3 % en 2018), une proportion sensiblement équivalente à celle de 1990 (80,2 %). La répartition détaillée en 2018 est la suivante : 
terres arables (75,7% ), forêts (17,5% ), zones agricoles hétérogènes (3,6% ), zones urbanisées (3,2 %).
Parallèlement, L'Institut Paris Région, agence d'urbanisme de la région Île-de-France, a mis en place un inventaire numérique de l'occupation du sol de l'Île-de-France, dénommé le MOS (Mode d'occupation du sol), actualisé régulièrement depuis sa première édition en 1982. Réalisé à partir de photos aériennes, le Mos distingue les espaces naturels, agricoles et forestiers mais aussi les espaces urbains (habitat, infrastructures, équipements, activités économiques, etc.) selon une classification pouvant aller jusqu'à 81 postes, différente de celle de Corine Land Cover,,. L'Institut met également à disposition des outils permettant de visualiser par photo aérienne l'évolution de l'occupation des sols de la commune entre 1949 et 2018.

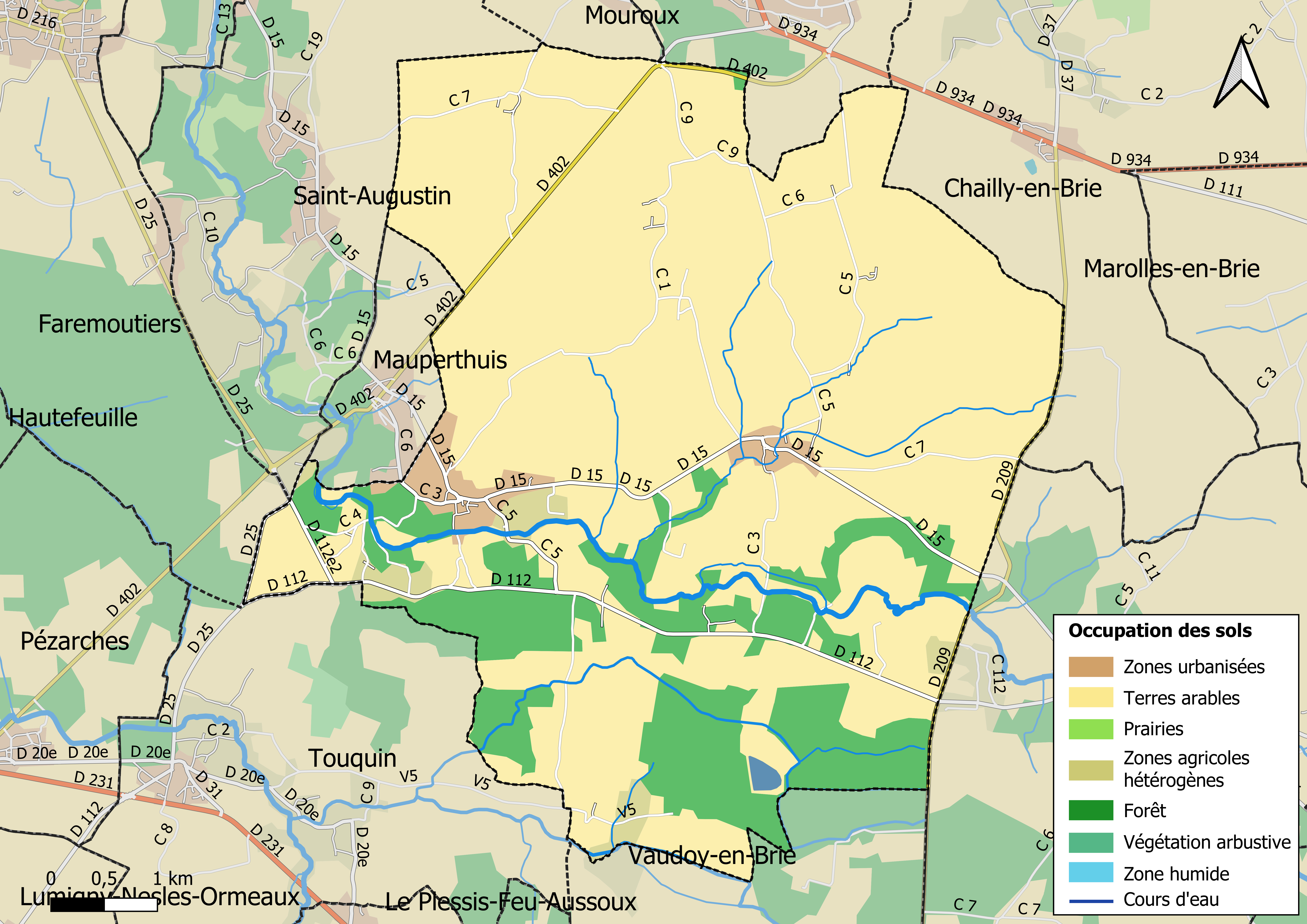
Carte des infrastructures et de l'occupation des sols en 2018 (CLC) de la commune.
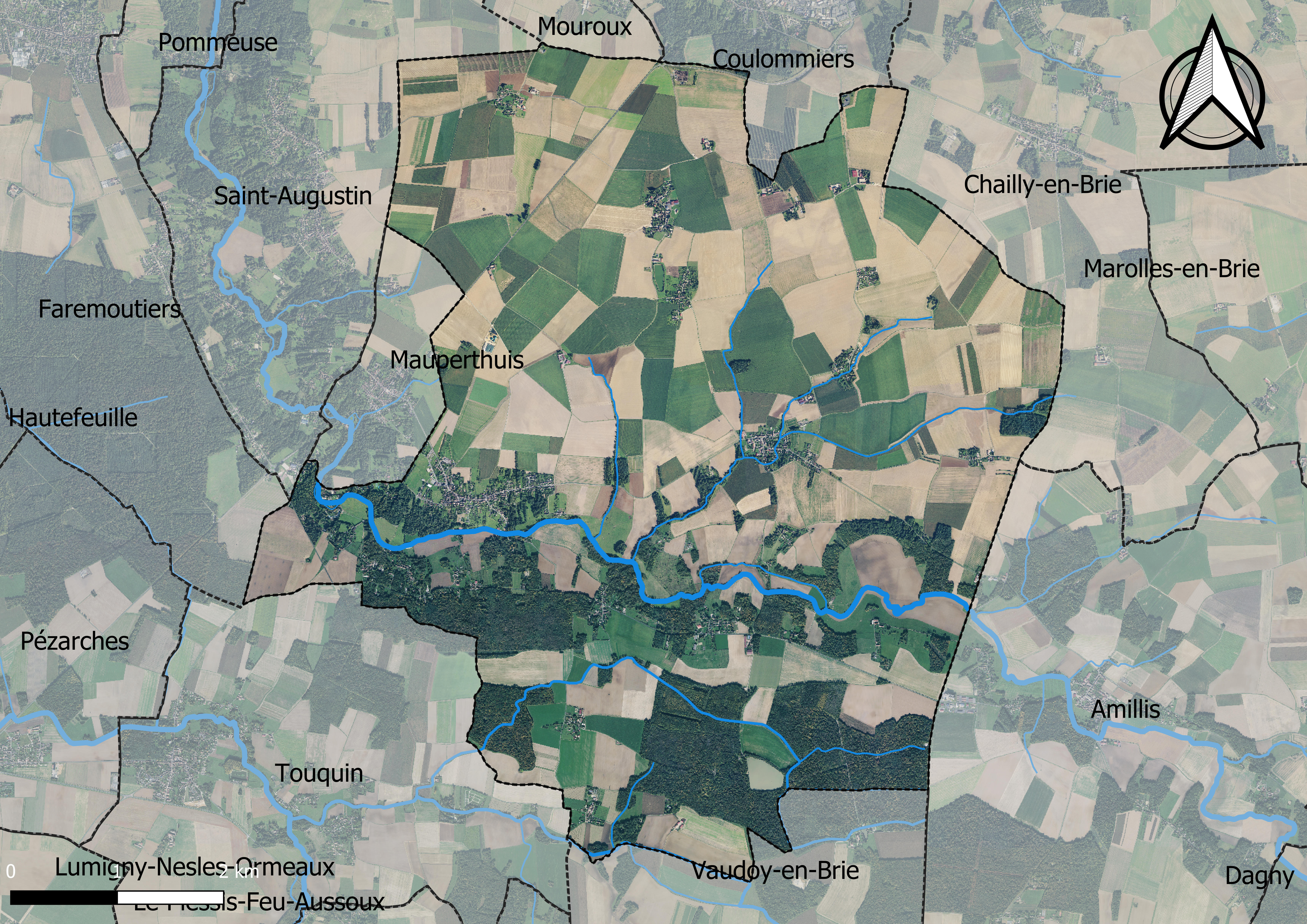
Carte orhophotogrammétrique de la commune.

### Planification
La loi SRU du 13 décembre 2000 a incité les communes à se regrouper au sein d’un établissement public, pour déterminer les partis d’aménagement de l’espace au sein d’un SCoT, un document d’orientation stratégique des politiques publiques à une grande échelle et à un horizon de 20 ans et s'imposant aux documents d'urbanisme locaux, les PLU (Plan local d'urbanisme). La commune est dans le territoire du SCOT du Bassin de vie de Coulommiers, approuvé le 11 juillet 2013 et porté par le syndicat intercommunal d’étude et de programmation (SIEP) de Coulommiers.
La commune disposait en 2019 d'un plan local d'urbanisme en révision. Un plan local d'urbanisme intercommunal couvrant le territoire de la communauté de communes des Deux Morin, prescrit le 28 juin 2018, était en élaboration,. Le zonage réglementaire et le règlement associé peuvent être consultés sur le Géoportail de l'urbanisme.

## Toponymie
Il convient de se reporter aux articles consacrés aux anciennes communes fusionnées.

## Histoire
La fusion de Saints et de Beautheil était évoquée dès les années 2000, liées par des liens forts, tels qu'un Plan local d'urbanisme intercommunal (PLUi) partagé également avec Mauperthuis, un regroupement pédagogique intercommunal commun doté d'un même équipement périscolaire. La création de la commune nouvelle de Beautheil-Saints — la seconde commune nouvelle créée en Seine-et-Marne, après Moret-Loing-et-Orvanne — permet également de mutualiser les services communaux et d'obtenir une majoration des dotations de l'État pendant trois ans, qui étaient en baisse depuis quelques années.
Après délibérations conformes des deux conseils municipaux, elle est créée par un arrêté préfectoral qui a pris effet le 1er janvier 2019,,.

## Politique et administration

### Rattachements administratifs et électoraux
La commune se trouve dans l'arrondissement de Meaux du département de Seine-et-Marne.
Pour les élections départementales, la commune fait partie  du canton de Coulommiers
Pour l'élection des députés, elle fait partie de la cinquième circonscription de Seine-et-Marne.

### Intercommunalité
Beautheil-Saints est membre de la communauté d'agglomération Coulommiers Pays de Brie, comme l'étaient les deux anciennes communes.

### Liste des maires
| Période      | Période                       | Identité        | Étiquette | Qualité |
| ------------ | ----------------------------- | --------------- | --------- | --- |
| janvier 2019 | En cours (au 28 juillet 2020) | Bernard Jacotin | Agir      | Retraité Maire de Saints (2008 → 2018) Président de la CC (...) du secteur des 3 Rivières ( ? → 2012) Vice-président (2013 → 2017) ou président (2017 → 2017) de la CC du Pays de Coulommoers Vice-président de la CA Coulommiers Pays de Brie (2018 → ) Réélu pour le mandat 2020-2026 |

### Communes déléguées
La commune nouvelle comprend deux communes déléguées :

| Nom            | Code Insee | Intercommunalité            | Superficie (km2) | Population (dernière pop. légale) | Densité (hab./km2) |
| -------------- | ---------- | --------------------------- | ---------------- | --------------------------------- | ------------------ |
| Saints (siège) | 77433      | CA Coulommiers Pays de Brie | 20,04            | 1 361 (2016)                      | 68                 |
| Beautheil      | 77028      | CA Coulommiers Pays de Brie | 18,37            | 693 (2016)                        | 38                 |

## Équipements et services

### Eau et assainissement
L’organisation de la distribution de l’eau potable, de la collecte et du traitement des eaux usées et pluviales relève des communes. La loi NOTRe de 2015 a accru le rôle des EPCI à fiscalité propre en leur transférant cette compétence. Ce transfert devait en principe être effectif au 1er janvier 2020, mais la loi Ferrand-Fesneau du 3 août 2018 a introduit la possibilité d’un report de ce transfert au 1er janvier 2026,.

#### Assainissement des eaux usées
En 2020, la gestion du service d'assainissement collectif de la commune de Beautheil-Saints est assurée par la communauté d'agglomération Coulommiers Pays de Brie (CACPB) pour la collecte, le transport et la dépollution,,.
L’assainissement non collectif (ANC) désigne les installations individuelles de traitement des eaux domestiques qui ne sont pas desservies par un réseau public de collecte des eaux usées et qui doivent en conséquence traiter elles-mêmes leurs eaux usées avant de les rejeter dans le milieu naturel. Le Syndicat mixte d'assainissement du Nord-Est  (SIANE) assure pour le compte de la commune le service public d'assainissement non collectif (SPANC), qui a pour mission de vérifier la bonne exécution des travaux de réalisation et de réhabilitation, ainsi que le bon fonctionnement et l’entretien des installations,.

#### Eau potable
En 2020, l'alimentation en eau potable est assurée par le syndicat de l'Eau de l'Est seine-et-marnais (S2E77) qui gère le service en régie,,.

## Population et société

### Démographie
| 1968 | 1975 | 1982  | 1990  | 1999  | 2006  | 2011  | 2016  |
| ---- | ---- | ----- | ----- | ----- | ----- | ----- | ----- |
| 832  | 904  | 1 090 | 1 417 | 1 735 | 1 972 | 2 063 | 2 015 |

## Économie
Il convient de se reporter aux articles consacrés aux anciennes communes fusionnées.

### Agriculture
Beautheil-Saints est dans la petite région agricole dénommée la « Brie est », une partie de la Brie. En 2010, aucune orientation technico-économique de l'agriculture ne se dégage sur la commune.

## Culture locale et patrimoine

### Héraldique
| Blason de Beautheil-Saints | Blason  | De gueules à la fasce ondée cousue d'azur, chargée de trois roues de moulin de sable, accompagnée, en chef, à dextre du manteau de saint Martin à l'épée brochant en barre d'or, à senestre d'une feuille de tilleul de sinople posée en bande, et, en pointe, d'un bois du même, terrassé d'or. |
| Blason de Beautheil-Saints | Détails | La commune nouvelle reprend, en le modifiant, le blason de Saints. * Il y a là non-respect de la règle de contrariété des couleurs : ces armes sont fautives (sinople et azur sur gueules). Le statut officiel du blason reste à déterminer.                                                     |